# Соту-да-Карпальоза
Соту-да-Карпальоза (порт. Souto da Carpalhosa) — район (фрегезия) в Португалии,  входит в округ Лейрия. Является составной частью муниципалитета  Лейрия. По старому административному делению входил в провинцию Бейра-Литорал. Входит в экономико-статистический  субрегион Пиньял-Литорал, который входит в Центральный регион. Население составляет 4018 человек на 2001 год. Занимает площадь 30,32 км².
Покровителем района считается Иисус Христос (порт. Santíssimo Salvador). 